# Jamaicaanse troepiaal
De Jamaicaanse troepiaal (Nesopsar nigerrimus) is een zangvogel uit de familie Icteridae (troepialen). Het is een bedreigde, endemische vogelsoort in Jamaica.

## Kenmerken
De vogel is 18 cm lang. Het is een kleine, geheel zwart gekleurde troepiaal met een puntige snavel en een korte staart. De vogel kan verward worden met de Antilliaanse troepiaal, maar die is groter, heeft een langere, gevorkte staart en licht gekleurde ogen.

## Verspreiding en leefgebied
Deze soort is endemisch op het eiland  Jamaica in vochtige, natuurlijke bossen op 500 tot 2200 m boven de zeespiegel midden op het eiland, met een rijke aangroei van epifyten.

## Status
De Jamaicaanse troepiaal heeft een beperkt verspreidingsgebied en daardoor is de kans op uitsterven aanwezig. De grootte van de populatie werd in 2016 door BirdLife International geschat op 1500 tot 7000 individuen en de populatie-aantallen nemen af. Het leefgebied wordt aangetast door ontbossing waarbij natuurlijk bos wordt gekapt voor de aanmaak van houtskool en wordt omgezet in gebied voor agrarisch gebruik. Om deze redenen staat deze soort als bedreigd op de Rode Lijst van de IUCN.